# 經濟大恐慌時期的法國

法國的經濟大恐慌開始於1931 年左右，並且持續了約10年的時間。法國的經濟危機發生的比其他國家還要晚一些。  在1920 年代，法國經濟還能以每年 4.43% 的成長率強勁成長，但是到了1930 年代則降至僅僅只有 0.63%。 跟其餘國家相比，這場經濟蕭條顯得相對溫和，這是因為失業率在最高峰的時期也未曾超過5%，產出也只比1920年代下降了20%，除此之外還没有因此爆發金融危機。 

法國的金融危機肇因於銀行家的安全性轉移政策，此舉導致了嚴重且持久的信用緊縮。 然而，大恐慌還是對當地的經濟產生了影響，這些影響被認為是1934年巴黎騷亂的部分起因。更為重要的是，其後一位信奉社會主義的工人國際法國支部 領導者萊昂·布魯姆（Léon Blum）建立了人民陣線，並且贏得了1936年的大選。

## 20世纪20年代經濟危機
如同英國，法國最一開始也曾試著從一戰的災難之中回復過來，並且努力從德國人手上索取賠款，但没有取得多大成功。然而，與英国不同的是，法國的經濟更加的自給自足。 1929 年，法國似乎是一個繁榮的國家，這有三個原因。一是該國在傳統上對於信托和大企業抱持謹慎的態度，法國的經濟主要建立在非股票融资的中小企業之上。此外，與英語世界（尤其是美國）不同，法國人在證券市場上的活動很少，反而是將信心灌注在黃金之上，其為 1929 年危機期間的避險資產。黄金在一戰中也扮演了相同的角色，這也成為法國人如此鍾愛黃金的原因。最後，法國多年來一直保持國際收支的正平衡，這主要得感谢旅遊業等隱形的出口。在海外，法國還有為數眾多的海外投資。
1919年《凡爾賽條約》所决定的德國賠款帶來了龐大的資金，主要用於償還美國提供的軍事貸款。  :220賠款在 1923 年结束支付。同年1月，德國人拖延賠款，法國總理雷蒙·普恩加萊引用《凡爾賽條約》的一條，派兵佔領魯爾，希望藉此強制賠款。作為對佔領魯爾的回應，德國人向該地注入大量已通貨膨脹的貨幣，破壞了經濟的流通，並粉碎了法國人獲取全額賠款的夢想。普恩加萊接受了美國斡旋的一項協議，收到了較少的付款，但普恩加萊政府之後很快就垮台了。
當美國失業率急速上升時，法國幾乎沒有任何影響。這很大的原因上是因為人力的短缺造成的。戰爭結束时，法國有1,322,000人死亡，300萬人受傷，近4,000,000人傷亡。四分之一的死者年紀不到 24 歲。這反過來又降低了出生率，因此到 1938 年，法國 19 至 21 歲的人口數仍然不到戰爭爆發時的一半。 但不管充分就業的原因是甚麼，人民對政府保持高度的信心。法國經濟比其鄰國更強勁，這主要是因為法郎的團結。特別是受福特啟發的美國經濟模式的引入突然結束，法國企業的現代化也隨之結束。一切似乎都對法國有利。 1930 年之前，生產並沒有減弱，特別是初級材料的生產，而且該國在 1930 年是世界領先的鐵生產國。法國對其制度充滿信心，並對其vertu budgétaire （即預算平衡）感到自豪，法國近十年來或多或少都在管理預算平衡。
1927年，法國從世界危機中獲益，成為世界上最大的黃金持有國，其儲備從1927年的180億法郎增長到1930年的800億法郎。
《費加洛報》說：“就我們而言，讓我們為我們膽怯但繁榮的經濟感到高興，而不是盎格魯撒克遜種族的自以為是和頹廢的經濟。” 

## 金融政策問題
法國和盎格魯撒克遜國家看待經濟的方式存在進一步的不同。盎格魯-撒克遜模式鼓勵貨幣存量的成長，但法國認為大蕭條是一種必要的罪惡，因為它“清除”了世界經濟中的過剩流動性，並將促使債台高築的公司走向破產。  :230
歷屆政府一直維持限制性政策，直到 1934 年，並維持高利率以保持法國的吸引力。由於缺乏景氣循環政策，國家預算保持平衡。
1934 年和 1935 年，皮埃爾-艾蒂安·弗朗丹政府制定了寬鬆的政策，允許短期債務。法蘭西銀行損失了 15% 的儲備，政府被皮埃爾·賴伐爾 (Pierre Laval)領導的政府取代，他在接受公共赤字之前實施了臨時通貨緊縮政策。法郎陷入新的危機。  :226
1935 年，賴伐爾試圖降低工資以減少失業，但遭到工會的抵制。  :228
法國的生產無法騰飛，這與 1931 年英國貶值的經歷形成鮮明對比。貨幣貶值在法國非常不受歡迎，直到 1936 年才發生

## 描述
布列塔尼記者 Morvan Lebesque 如此描述這一時期：
我在街上度過的那個冬天——32-33 年的冬天——並不比任何其他冬天更溫和或更嚴酷。 冬天的寒冷就像陣痛一樣，無論持續時間長還是短，疼痛的程度都是一樣的。 那個冬天，下雪了，結冰了； 成千上萬的年輕人因危機而被迫失業，他們拼盡全力，耗盡了最後一分錢，然後在絕望中放棄了戰鬥……在街邊的長凳上和地鐵入口處，一群群精疲力盡、飢餓的年輕人試圖苟延殘喘。 不知道還有多少人沒有來過。 我只能說我看到的。 有一天，我在夫人街上看到一個孩子掉了一顆糖果，被人踩到了，然後後面的那個人彎下腰把它撿起來，擦乾淨，吃掉了。 

## 從蕭條到戰爭
人民的痛苦產生了一連串的政治後果。 1934 年 2 月 6 日的騷亂導致傳統右派政府的垮台並且於1936年選出了左派的人民陣線政府。
人民陣線是一個由社會主義者和激進分子組成的聯盟，得到了共產黨政府以外的支持，由萊昂·布魯姆領導。人民陣線推出了許多措施，例如每週工作 40 小時和有薪休假，但布魯姆感到自己無法對經濟進行有限的改革，因為他依賴更右翼的激進分子。這並不能安撫渴望變革的人們，一波涉及 200 萬工人的罷工浪潮導致工廠被佔領。 1937年，共產黨員增至30萬。
1936 年 6 月 7 日至 8 日的晚上，雇主和工會簽署了《馬蒂尼翁協議》 ，將工資提高 7% 至 15%，以提高工人的購買力、刺激經濟並結束罷工。布魯姆採取了控制穀物價格的措施，堅持法蘭西銀行將國家利益置於股東利益之上，並將軍火工業國有化。左派希望進一步變革，右派仍然不滿，認為國家介入資本主義經濟會帶來災難。
激進派不接受貨幣管制，而騷亂導致資本逃往國外，從而削弱了經濟。雇主們試圖將《馬蒂尼翁協議》的影響降到最低，這造成了更多的社會緊張局勢，進而導致了進一步的資本外逃。
盡管政府早前宣布不會發生，但是法郎貶值30%已經成為必然的道路。 1937 年 1 月，布魯姆更進一步宣布“暫停”社會改革。參議院拒絕授予他應對經濟衰退的緊急權力，他於 1937 年 6 月 20 日辭職。第一屆人民陣線開始分崩離析，第二屆則更不成功。
法國總統勒布朗呼籲激進黨領袖愛德華·達拉第组建一個沒有社會黨的新政府。達拉第嘗試依靠自由主義經濟學來拯救或維持全球金融困境中的經濟。雇主和警察對罷工者採取嚴厲措施，並決心剷除“麻煩製造者”。 1938年，參議院授予達拉迪埃布魯姆被剝奪的緊急權力，政府在勞資糾紛中偏向雇主而不是工人，特別是在那些幾乎受到工人控制的公司中。 
在達拉第領導下，經濟狀況略有改善， 盡管共產主義和法西斯運動不斷發展、呼聲越來越高。然而，這些經濟成長大部分是因為軍工產業的擴張所造成的。 1939 年 9 月 3 日，法國對入侵波蘭的德國人宣戰。

## 延伸閱讀
- Beaudry, Paul, and Franck Portier. "The French depression in the 1930s." Review of Economic Dynamics(2002) 5#1 pp: 73–99; Uses mathematics and econometrics
- Bridji, Slim. "The French Great Depression: A business cycle accounting analysis." Explorations in Economic History (2013) 50#3 pp: 427–445; Uses econometrics
- Colton, Joel. Leon Blum: Humanist in Politics (1987) excerpt and text search （页面存档备份，存于）
- Laufenburger, Henry.  "France and the Depression," International Affairs (1936) 15#2 pp. 202–224 in JSTOR （页面存档备份，存于）
- Peel, George. "The Economic Situation in France," International Affairs (1938) 17#2 pp. 168–186 in JSTOR （页面存档备份，存于）
- Weber, Eugen. The Hollow Years: France in the 1930s (1996) excerpt and text search （页面存档备份，存于）